# Песно (озеро, Плюсский район)
Песно — озеро в Запольской волости Плюсского района Псковской области России.
Площадь — 4,85 км² (485,0 га). Максимальная глубина — 3,1 м, средняя глубина — 1,4 м. Площадь водосборного бассейна — 31,3 км².
На берегу озера расположены деревни Полосы, Запесенье.
Сточное. Относится к бассейну реки Песница, притока реки Плюсса.
Тип озера плотвично-окуневый с лещом. Массовые виды рыб: лещ, щука, плотва, окунь, карась, вьюн, линь, ерш.
Для озера характерно: крутые и низкие берега, луга, лес, болото; в прибрежье — песок, ил, глина, в центре — ил. Есть сплавины; возможны локальные заморы.
После понижения уровня воды в 1953-55 годах площадь сократилась более чем на 60 га, произошло заиление прибрежий озера, увеличилась степень зарастаемости воздушно-волной растительностью. По проекту предполагается построить шлюз-регулятор на реке Песница, что позволит увеличить площадь озера до 655 га.
На берегу озера расположена усадьба-музей композитора Н. А. Римского-Корсакова Вечаша.